# Campionati italiani di sci alpino 1972
I Campionati italiani di sci alpino 1972 si sono svolti a Sauze d'Oulx nel mese di marzo. Il programma includeva gare di discesa libera, slalom gigante, slalom speciale e combinata, sia maschili sia femminili, ma la discesa libera e la combinata maschile sono state annullate.

## Risultati

### Uomini

#### Discesa libera
Annullata.

#### Slalom gigante
| Pos. | Atleta             | Nazione |
| ---- | ------------------ | ------- |
| 1    | Renzo Zandegiacomo | Italia  |
| 2    | Antonio Enzi       | Italia  |
| 3    | Piero Gros         | Italia  |

#### Slalom speciale
| Pos. | Atleta              | Nazione | Tempo |
| ---- | ------------------- | ------- | ----- |
| 1    | Ilario Pegorari     | Italia  | 87,93 |
| 2    | Tino Pietrogiovanna | Italia  | 88,93 |
| 3    | Eberhard Schmalzl   | Italia  | 89,09 |
| 4    | Piero Gros          | Italia  | 89,10 |
| 5    | Roland Thöni        | Italia  | 89,48 |
| 6    | Giuliano Besson     | Italia  | 89,55 |
| 7    | Giuseppe Compagnoni | Italia  | 90,07 |
| 8    | Antonio Enzi        | Italia  | 90,14 |
| 9    | Carlo Demetz        | Italia  | 90,48 |
| 10   | Furio Brigadoi      | Italia  | 90,56 |

Data: 9 marzo

#### Combinata
Annullata.

### Donne

#### Discesa libera
| Pos. | Atleta           | Nazione |
| ---- | ---------------- | ------- |
| 1    | Lidia Pellissier | Italia  |
| 2    | Elena Matous     | Italia  |
| 3    | Emanuela Fasoli  | Italia  |

#### Slalom gigante
| Pos. | Atleta           | Nazione |
| ---- | ---------------- | ------- |
| 1    | Lidia Pellissier | Italia  |
| 2    | Roberta Quaglia  | Italia  |
| 3    | Carmen Rosoleni  | Italia  |

#### Slalom speciale
| Pos. | Atleta         | Nazione |
| ---- | -------------- | ------- |
| 1    | Elena Matous   | Italia  |
| 2    | Sandra Tiezza  | Italia  |
| 3    | Cristina Tisot | Italia  |

#### Combinata
| Pos. | Atleta           | Nazione |
| ---- | ---------------- | ------- |
| 1    | Lidia Pellissier | Italia  |
| 2    | Sandra Tiezza    | Italia  |
| 3    | Roberta Quaglia  | Italia  |